# Cornuspiroidea
Cornuspiroidea, tradicionalmente denominada Cornuspiracea, es una superfamilia de foraminíferos del suborden Miliolina y del orden Miliolida. Su rango cronoestratigráfico abarca desde el Viseense (Carbonífero inferior) hasta la Actualidad.

## Clasificación
Cornuspiroidea incluye a las siguientes familias:
- Familia Baisalinidae
- Familia Cornuspiridae
- Familia Hemigordiopsidae

Otras familias consideradas en Cornuspiroidea son:
- Familia Hemigordiidae
- Familia Neodiscidae
- Familia Orthovertellidae

Otras familias asignadas a Cornuspiroidea y clasificadas actualmente en otras superfamilias son:
- Familia Fischerinidae, ahora en la superfamilia Nubecularioidea
- Familia Nubeculariidae, ahora en la superfamilia Nubecularioidea
- Familia Ophthalmidiidae, ahora en la superfamilia Nubecularioidea
- Familia Discospirinidae, ahora en la superfamilia Nubecularioidea
- Familia Zoyaellidae, ahora en la superfamilia Nubecularioidea
- Familia Calcivertellidae , ahora en la superfamilia Nubecularioidea